# Pieriballia
Pieriballia is een geslacht in de orde van de Lepidoptera (vlinders) familie van de Pieridae (Witjes).
Pieriballia werd in 1933 beschreven door Klots.

## Soort
Pieriballia omvat de volgende soort:
- Pieriballia viardi - (Boisduval, 1836)